# 윤형근
윤형근(尹亨根, 1928년 4월 12일~2007년 12월 28일)은 대한민국의 화가이다. 한국미술협회 고문 및 경원대학교 총장, 제7회 대한민국미술대전 심사위원회 위원장 등을 역임했다.

## 수상 내역
- 1978년: 한국미술대상전 대상
- 1990년: 제1회 김수근 문화상 미술부문